# Chilasa carolinensis
Chilasa carolinensis är en fjärilsart som beskrevs av Julian Jumalon 1967. Chilasa carolinensis ingår i släktet Chilasa och familjen riddarfjärilar. Inga underarter finns listade i Catalogue of Life.